# Центральная городская публичная библиотека имени В. В. Маяковского
Центральная городская публичная библиотека имени В. В. Маяковского (сокр. ЦГПБ им. В. В. Маяковского, используется также бренд Маяковка) — центральная библиотека города федерального значения Санкт-Петербурга. Крупнейшая общедоступная библиотека, методический центр и головная библиотека Корпоративной сети общедоступных библиотек Санкт-Петербурга, штаб-квартира Петербургского библиотечного общества.
Родоначальницей библиотеки признана открытая 7 января 1868 года издателем-демократом А. А. Черкесовым частная библиотека . Название «Библиотека Черкесова» сохранялось при смене владельцев вплоть до национализации в 1919 году, когда она стала именоваться «Центральная коммунальная библиотека Петрограда».
В 1925 году — Центральная губернская библиотека.
В 1928 году — Центральная библиотека Ленинградского Политпросвета.
С 15 июля 1930 года произошло объединение Центральной городской, Государственной универсальной, Областной детской библиотек и Центрального передвижного фонда в единое библиотечное учреждение с присвоением ему наименования «Ленинградская областная центральная библиотека» (ЛОЦБ).
В 1932 году — Ленинградская центральная библиотека.
С 1936 года — Ленинградская городская библиотека.
В 1940 году библиотека вновь переименована в Ленинградскую центральную библиотеку ГОРОНО.
В 1953 году библиотеке присвоено имя В. В. Маяковского.
В 1954 году — Центральная городская библиотека им. В. В. Маяковского.
1955—1978 — Городская центральная библиотека им. В. В. Маяковского.
1978 — вновь Центральная городская библиотека им. В. В. Маяковского.
В 1984 — Центральная городская универсальная библиотека им. В. В. Маяковского.
С 1996 года — Центральная городская публичная библиотека им. В. В. Маяковского.

## История

### 1868—1879 гг.
Библиотека основана 7 января (ст. ст.) 1868 года как частная библиотека при книжном магазине издателя А. А. Черкесова, единомышленника Александра Герцена и Николая Огарёва по адресу Невский проспект, 54. В отличие от других частных библиотек она не являлась коммерческой и преследовала просветительские цели. В управлении магазином и библиотекой участвовали жена владельца Вера Васильевна Черкесова (дочь декабриста В. П. Ивашева) и его единомышленник Василий Яковлевич Евдокимов, впоследствии владелец библиотеки (с 1875 года). Библиотека, издательское и книготорговое дело составляли единое целое в деятельности А. А. Черкесова. Издание и распространение прогрессивной книги (естествознание, медицина, социальные науки) носило просветительский характер. Плата была невысокой, для студентов и провинциального потребителя цены снижались. В том же 1868 году в Москве были приобретены «Книжный магазин и библиотека для чтения К. К. Позерна», на основе фондов которых в 1871 году А. А. Черкесов открыл Невскую библиотеку в доме ботаника М. С. Воронина на 5-й линии Васильевского острова. Факт можно рассматривать как попытку развития филиальной сети: один владелец, схожий профиль фондов и единый читательский адрес, взаимообмен дублетными экземплярами. В 1869 году была приобретена библиотека Смирдина — Крашенинникова, известная как «библиотека и кабинет для чтения купчихи Крашенинниковой», изначально часть собрания издателя А. Ф. Смирдина досталась Черкесову в составе собрания библиотеки и магазина Н. А. Серно-Соловьевича. В этот период были заложены основные принципы работы библиотеки, определившие лучшие традиции на всем протяжении её истории. Это и демократизм обслуживания, и роль библиотеки как центра общественной жизни, и регулярное издание каталогов, и развитие фонда детской литературы. К 1872 году относится зарождение справочно-библиографического обслуживания читателей на базе созданного в библиотеке «кабинета для чтения».

### 1879—1895 гг.
В условиях экономического спада середины 1870-х годов В. Я. Евдокимов был вынужден отказаться от библиотеки, продав её в 1878 году Александру Михайловичу Бородулину, преуспевающему чиновнику департамента уделов Министерства двора. При новом владельце происходит снижение качества комплектования. Пополнение фонда в 1879—1883 годах было небольшим. Предпочтение отдавалось недорогим изданиям. В фонд включались журнальные вырезки. Известны случаи продажи целых собраний, так в 1886 году собрание библиотеки Смирдина и ряд ценных исторических изданий были проданы рижскому антиквару Н. Л. Киммелю. В целях сохранности фонда в 1884 году на отдельные издания был введен дополнительный денежный залог. В эти годы происходит значительное падение числа посещений. Начавшееся в 1890 году оживление экономики распространилось на книжное производство и книготорговлю. Это положительно сказалось на делах библиотеки. Уже в первой половине 1890-х годов пополнение фонда происходило интенсивней, число читателей, предположительно, превысило 1000 человек (библиотека входила в число нескольких крупнейших частных библиотек города).

### 1895—1919 гг.
В 1895 году издатели и просветители Ольга Николаевна Попова и Александр Николаевич Попов приобрели «Библиотеку для чтения А. А. Черкесова», значительно пополнив её книжный фонд. Судя по тиражам печатных каталогов, при Поповой число читателей было самым высоким за весь дореволюционный период. В 1898 году Попова открыла книжный магазин (Невский проспект, 54), при котором помещались склады издательств В. Д. Бонч-Бруевича, В. В. Вересаева, товарищества «Знание» и др. О. Н. Попова использовала библиотеку в пропагандистских и просветительских целях (абонементная месячная плата для студентов составляла всего 50 коп.). В этот период можно констатировать возврат к принципам Черкесова-Евдокимова: связь книгоиздания и библиотеки, широкая торговля для региональных покупателей книг, удешевление пользования для учащихся и студентов (гибкая система скидок).
В конце 1910 года библиотеку приобрели супруги Ломковские — Николай Матвеевич и Мария Константиновна, ранее работавшая администратором у О. Н. Поповой. Из соображения экономии сразу же был организован переезд библиотеки с Невского проспекта на Гороховую улицу, 23.
К 1911 году Библиотека Черкесова представляла собой довольно крупное книжное собрание. Развитие библиотеки было прервано Первой мировой войной: произошёл отток читателей, штат сократился до минимума. События февраля 1917 года усилили опасность того, что домовладелец выселит библиотеку из-за неоплаты занимаемых ею помещений. Стараниями Н. М. Ломковского 5 января 1919 года Библиотека Черкесова была национализирована как Центральная коммунальная библиотека города Петрограда. С 1919 года Ломковский — заместитель заведующей библиотекой М. К. Ломковской .

### 1919—1930 гг.
Развитие библиотеки в 1920-е годы во многом было обусловлено деятельностью Н. М. Ломковского, бывшего с 1923 по апрель 1930 года помощником заведующего О. Э. Вольценбурга, крупного искусствоведа и библиографа, который работал, однако, в целом ряде организаций Ленинграда, что, вероятно, не давало возможности всецело посвятить себя библиотеке.
В 1924 году происходит переезд библиотеки с Гороховой улицы на пл. Лассаля (ныне пл. Искусств), дом 3. Увеличение помещений благотворно повлияло на её развитие и привлечение новых читателей.

### 1930—1941 гг.
С 1 июля 1930 года Центральная городская библиотека Ленинграда «в целях создания крупного библиотечного центра» расширяется за счет вливания Государственной универсальной, Областной детской библиотек, Центрального передвижного фонда и переименовывается в Ленинградскую областную центральную библиотеку.
К середине 1930-х годов происходит реорганизация структуры библиотеки; при директоре Павле Артемовиче Васильеве за библиотекой прочно закрепляется статус методического центра библиотечной работы Ленинграда. Была создана методическая служба («Методбаза»). Основной формой оперативной методической работы была названа консультация. В Положении о методической базе, определены её основные направления: самообразование; комплектование; библиографическая работа; передвижная работа и работа с начинающими читателями; организационные вопросы и библиотечная техника. В целях улучшения работы в массовых библиотеках с 15 марта 1934 года были введены «библиографическая консультация и инструктаж» при Методбазе. Приказом директора от 20 сентября 1934 года Методбаза выделена в самостоятельную единицу. Методическая поддержка библиографической работы городских библиотек была возложена на Библиографический отдел (наряду с задачей обслуживания читателей библиотеки).
В 1933 году перед библиотеками была поставлена задача обеспечения читателей города научной литературой. Для её решения Ленинградская центральная библиотека организовала межбиблиотечный абонемент, к которому были подключены все библиотеки Массового отдела Ленсовета. Был создан сводный каталог научной литературы, отразивший фонды 32-х массовых библиотек и насчитывающий 30 тысяч карточек. Связь и заказ книг осуществлялись по телефону. Можно назвать этот опыт прообразом современной библиотечной корпорации.
В начале 1934 года библиотекой были достигнуты успехи по привлечению начинающих читателей, решению издательских вопросов, разработке библиографических материалов в помощь самообразованию, по пропаганде решений партии. В конце года среди достижений библиотеки было: улучшение качества комплектования; создание алфавитного, систематического и топографического каталогов; снижение читательских очередей и отказов; налаживание подготовки рекомендательных библиографических пособий. Отмечена «ударная работа» абонемента и «образцовая» работа библиографического отдела.
В апреле 1935 года было создано Бюро по комплектованию, состоящее из заведующих отделами. Бюро занималось разработкой профиля комплектования, его координацией для всех подразделений библиотеки, изучением опыта и подготовке методических материалов.
Переезд библиотеки в 10-х числах сентября 1940 года в бывшее здание подворья Троице-Сергиевой лавры по набережной реки Фонтанки, 44 предопределил её дальнейшее развитие.

### 1941—1945 гг.
В самом начале Великой Отечественной войны, 23 июня 1941 года, директор Иван Андреевич Мохов был мобилизован в ряды РККА. С 24 июля 1941 года к исполнению обязанностей директора приступил Борис Львович Культиасов. Были сформированы санитарные и противопожарные звенья из работников библиотеки. С августа 1941 года началось создание передвижных библиотек в армейских частях, госпиталях, командах ПВО. Было организовано обслуживание читателей, сначала в бомбоубежище, а с прекращением подачи электричества — в вестибюле библиотеки. Основная часть сотрудников перешла на казарменное положение. В конце 1941 года в библиотеке из 78 сотрудников, числившихся по штатному расписанию на начало года, осталось 13 человек: С. И. Копылов, Е. Е. Кудрявцев, А. Я. Виноградова, Р. Е. Лившина с сыном, Н. Г. Дерибина, Б. М. Алянская, Г. А. Озерова с матерью, Е. М. Проворкина с сыном и матерью, П. Чебоксарова, Г. Н. Фрейндлих, И. Л. Пуш, Л. К. Маркова, О. М. Вечеслова.
7 ноября 1942 года от взрыва бомбы, попавшей в соседнее здание райкома партии, потолок довоенного абонемента рухнул, завалив все помещение. Но библиотека продолжала работать. Её фонды в эти годы пополнялись книгами, из так называемых «вымерших» квартир, о которых официально информировал Горфинотдел. Приобретались личные библиотеки жителей, уезжавших в эвакуацию. Книги возили и носили «на себе» со всего города. Организовывались выставки.
Летом 1942 года под руководством Центральной библиотеки возобновилась работа профессиональных библиотечно-методических объединений, на которых давались консультации по текущим вопросам, проводились обзоры.
В 1943 году директором библиотеки стала Анна Абрамовна Фельдблюм, в этом же году возобновил свою деятельность методический кабинет.

### 1945—1986 гг.
Послевоенное восстановление и развитие библиотеки, начатое под руководством А. А. Фельдблюм, тесно связано также с именем Н. А. Глаголевой, директора библиотеки с 8 апреля 1946 года по 18 января 1968 года. Была проведена большая работа по ремонту здания, восстановлению крыши. Ставились задачи расширения работы ведущих отделов, увеличения штатного расписания, привлечения высококвалифицированных специалистов, усиленного комплектования книжных фондов, реорганизации справочно-поискового аппарата, совершенствования обслуживания читателей. Особое внимание уделялось чтению молодежи и «малоохваченных». С 1959 года был организован открытый доступ к части фонда библиотеки.
В 1958 году Министерством культуры РСФСР библиотеке им. В. В. Маяковского было присвоено звание «Лучшая библиотека РСФСР».
Активно проводилась социально-культурная работа. Читались лекции, организовывались встречи с писателями — например, в 1959 году на встрече с Д. Граниным и А. Чаковским присутствовало 270 человек. С 1960 года при библиотеке работало литературное объединение «Вторник» под руководством В. С. Бакинского. Среди его воспитанников и учеников — С. Довлатов, В. Губин, И. Ефимов и др. Членами ЛИТО были также В. Попов, В. Марамзин, В. Воскобойников. В библиотеке проходили концерты известных артистов, творческие вечера С. Юрского, О. Басилашвили, К. Лаврова, В. Стржельчика.
С января 1968 года директором библиотеки стала Римма Николаевна Сундушникова. Под её руководством была осуществлена реконструкция аварийного здания по наб. реки Фонтанки, 44. В период долгого капитального ремонта (1968—1977) библиотека размещалась в только что построенном для библиотеки Кировского района здании на ул. Лёни Голикова, 31. Важно, что в этот период Библиотека им. В. В. Маяковского сохранила кадры, фонд, статус центральной городской библиотеки и методического центра. В условиях удаленного расположения, переезда и реорганизации было налажено обслуживание книгами жителей центральных районов, лишившихся привычной библиотеки, библиобусами.
В конце 1970-х годов к библиотеке присоединилась в статусе отдела ленинградская Нотно-музыкальная библиотека, а 1 января 1980 года в состав Библиотеки им. В. Маяковского вошла Городская юношеская библиотека.
.

### 1986 —

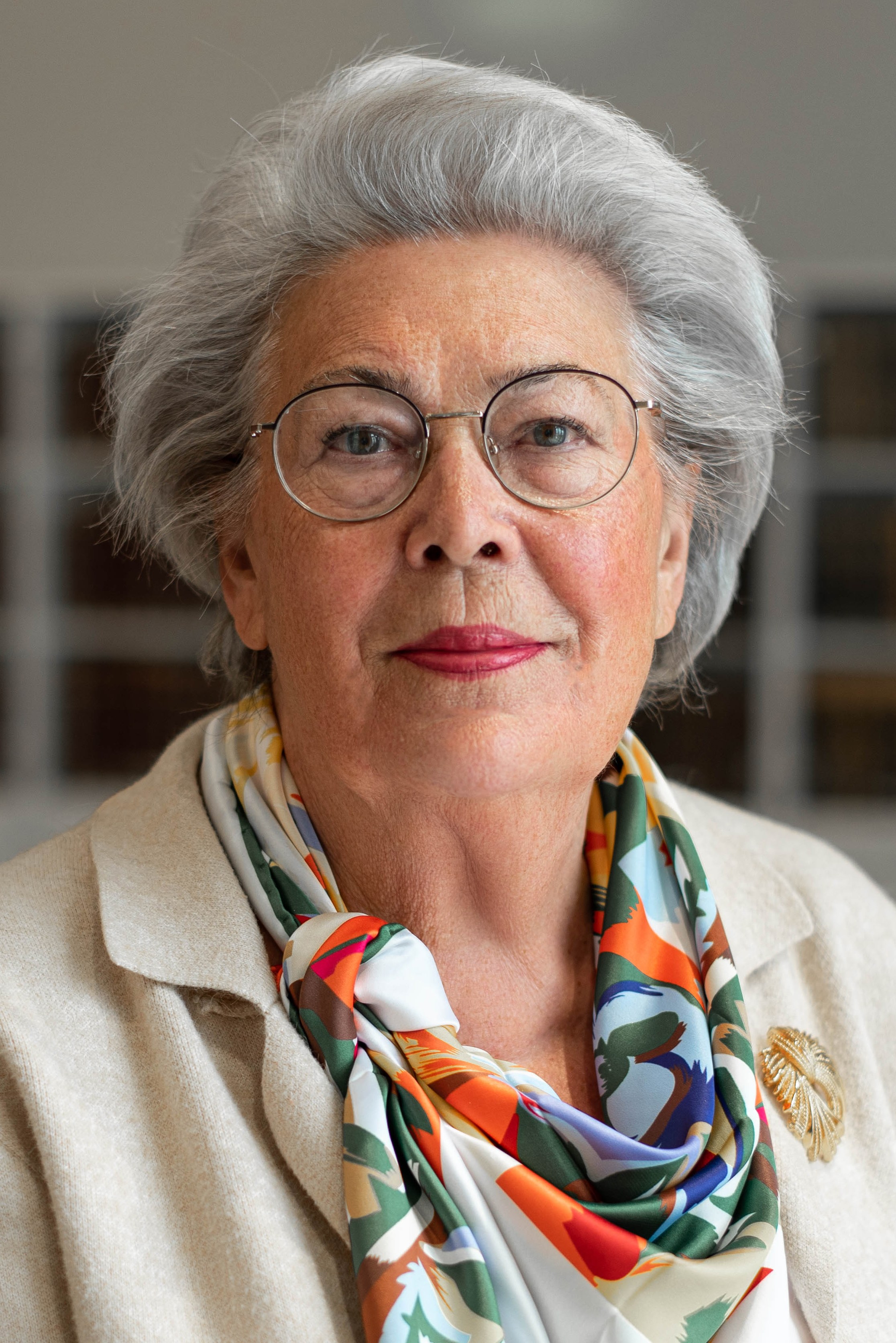
Зоя Васильевна Чалова — директор библиотеки им. В. В. Маяковского с 1986 года

В 1986 году библиотеку возглавила Зоя Васильевна Чалова. В эти перестроечные и постперестроечные годы библиотека смогла сохранить за собой здание на наб. р. Фонтанки, дом 44, и получить здание на наб. р. Фонтанки, дом 46, для развития отдела литературы на иностранных языках.
В 1994 году по адресу наб. р. Фонтанки, дом 46 открылась Мемориальная библиотека князя Г. В. Голицына, коллекцию которой составили книги о России, опубликованные за рубежом на русском и английском языках, а также публикации русских эмигрантов. В настоящее время Библиотека Г. В. Голицына включена в состав отдела литературы на иностранных языках на правах отдельной коллекции.
1 сентября 1996 года нотно-музыкальный отдел Центральной городской библиотеки им. В. В. Маяковского был объединен с библиотекой им. А. Блока, получив наименование «музыкально-художественный филиал им. А. Блока ЦГПБ им. В. В. Маяковского». С 1997 года это подразделение работает по адресу Невский проспект, 20. Несколько лет отдел именовался Библиотечно-информационный центр по искусству и музыке (сокр. БИКЦИМ). С 2021 года подразделение получило название «Невский-АРТ».
В 1990-е годы, в числе первых среди общедоступных библиотек в стране, специалисты библиотеки создали электронный каталог своего фонда.
В середине 2000-х годов библиотека стала инициатором и разработчиком проекта Корпоративной сети общедоступных библиотек Санкт-Петербурга (сокр. КСОБ СПб), объединившей три городских библиотеки и 18 Централизованных библиотечных систем, всего 198 учреждений. С 2009 года Библиотека им. В. В. Маяковского — Головной центр КСОБ СПб.

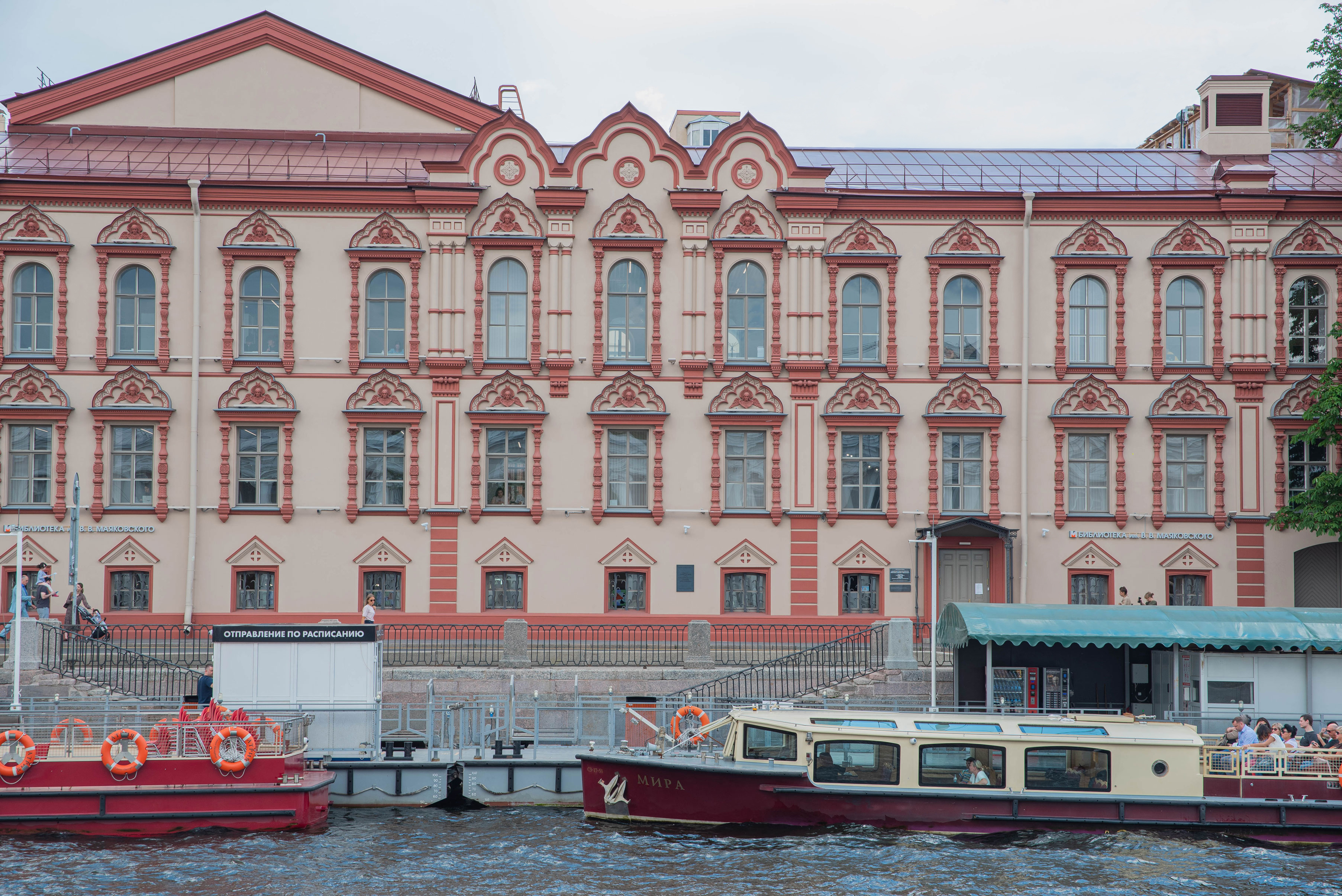
Библиотека им. В. В. Маяковского на Фонтанке, 44, вид с противоположного берега реки Фонтанки

В 2010-е годы были открыты новые подразделения библиотеки: Информационно-досуговый центр «М-86» (Московский проспект, д. 86); «Библиотека Охта-LAB» (Брантовская дорога, 3, ТРЦ «Охта молл») — первая в городе библиотека, расположенная в торговом центре, а в дальнейшем и подразделение «ПассажLib» в Торговом Доме «Пассаж» (Невский пр., 48). В октябре 2020 г. было открыто подразделение библиотеки в общественном пространстве «Линии» на Васильевском острове, которое работало до апреля 2022 года, а в мае этого же года было переведено в общественно-деловое пространство «Севкабель Порт» (Кожевенная линия Васильевского острова,40Д).
Библиотека им. В. В. Маяковского сегодня — это девять публичных пространств с фондом на 111 языках. Это более 1,7 млн книг, газет, журналов, дисков и виниловых пластинок. По данным на конец 2019 года — это 57216 зарегистрированных читателей; 566199 посетителей в год; 335 квалифицированных сотрудников. Это передовые информационные технологии и смелые идеи. Библиотека имеет разветвленную структуру и охватывает большинство направлений работы, характерных для крупнейших региональных библиотек. В период самоизоляции 2020 года библиотека успешно обеспечивала полный цикл библиотечного обслуживания читателей в дистанционном режиме.

## Директора
| Годы управления библиотекой | Владельцы и директора библиотеки.                     |
| 1868 — 1875                 | Черкесов Александр Александрович (1838—1911 или 1913) |
| 1875 — 1878                 | Евдокимов Василий Яковлевич (1840—1922)               |
| 1879 — 1895                 | Бородулин Александр Михайлович (1842—1906)            |
| 1895 — 1907                 | Попова Ольга Николаевна (1848—1907)                   |
| 1907 — 1910                 | Попов Александр Николаевич (1840—1910)                |
| 1910 — 1919                 | Ломковский Николай Матвеевич (1978—1941)              |
| 1910 — 1923                 | Ломковская Мария Константиновна (1879—1941)           |
| 1924 — 1930                 | Вольценбург Оскар Эдуардович (1886—1971)              |
| 1930                        | Горш Екатерина Аркадьевна (1896—1987)                 |
| 1930 — 1931                 | Иванов Г. И.                                          |
| 1931 — 1933                 | Левинтов Борис Маркович                               |
| 1933 — 1936                 | Васильев Павел Артемович (1904 — ?)                   |
| 1936 — 1940                 | Шишук Нина Филимоновна (1902—1955)                    |
| 1940 — 1941                 | Мохов Иван Андреевич (1906—1968)                      |
| 1940, 1941—1942             | Культиасов Борис Львович (1900 — до 1965)             |
| 1943 — 1946                 | Фельдблюм Анна Абрамовна (1907 — ?)                   |
| 1946 — 1968                 | Глаголева Нина Алексеевна (1906 — после 1977)         |
| 1968 — 1986                 | Сундушникова Римма Николаевна (1930—2012)             |
| 1986 — н.в.                 | Чалова Зоя Васильевна (род. 1940)                     |
| --------------------------- | ----------------------------------------------------- |

## Здания

### Исторические и современные адреса библиотеки
|  | 1) Невский проспект, 54. Доходный дом Демидовых. Перестроен архитектором П. Ю. Сюзором в 1882—1883. В этом здании в 1864—1912 годах располагался книжный магазин и Библиотека для чтения А. А. Черкесова (товарищества «Черкесов и Ко», О. Н. Поповой, Н. М. Ломковского). |
|  | 2) Гороховая улица, 23. Доходный дом Девяткиной (архитектор — П. Н. Батуев, 1899—1900). Библиотека Черкесова (Н. М. Ломковского), с 1919 года Центральная коммунальная библиотека г. Петрограда по этому адресу работала в 1912—1924 годах. |
|  | 3) Площадь Искусств, 3. Собственный дом П. В. Голенищева-Кутузова, затем особняк Придворного ведомства. Возведен в 1812 году ведущим архитектором петербургского классицизма К. И. Росси. Библиотека работала по этому адресу с 1924 по 1940 год. |
|  | 4) Стремянная улица, 10. Дом С. Н. Худякова. Построен в 1-й трети XIX века. Архитектор не установлен. Перестраивался в 1863 г., архитектор М. К. Нейгаузен, и в 1900, гражданский инженер Б. Я. Зонн. В 2005 году реконструирован под офисно-бытовой центр (архитектурная мастерская «Евгений Герасимов и партнеры»). В 1930-е годы в здании располагался филиал Ленинградской областной центральной библиотеки (ЛОЦБ). |
|  | 5) Площадь Ломоносова, 1, 2. Здания Министерства народного просвещения Российской империи. Построены в 1828—1839 годах. Архитектор К. И. Росси. В 1930-е годы в зданиях располагался филиал библиотеки. |
|  | 6) Набережная реки Фонтанки, 44. Здание возведено в 1734 году и позднее многократно перестраивалось с изменением габаритов, внешнего и внутреннего убранства. С 1940 года здание занимает Центральная городская библиотека. Внешний вид главного фасада (архитектор А. М. Горностаев) возвращен по состоянию на вторую половину XIX века в 1995 году, в 2021 году по завершении реконструкции здания воссозданы детали декора. |
|  | 7) Улица Лени Голикова, 31. Жилой дом с помещениями общественного назначения. Построен в 1968 году по проекту типовой серии 1-528КП-41. В этом здании библиотека имени В. В. Маяковского размещалась в 1968—1976 годах в период ремонта помещений на наб. р. Фонтанки, 44. |
|  | 8) Лиговский проспект, 99. Доходный дом купчихи Балашевой (архитектор — П. А. Чепыжников, 1860 год). Во время ремонта помещений библиотеки на наб. р. Фонтанки, 44 (1968—1976), здесь располагались фондохранилища. |
|  | 9) Кирочная улица, 61 (ранее ул. Салтыкова-Щедрина). Построен в 1964—1967 гг. Архитекторы А. В. Добровольская, А. С. Уразов. В 1980-х — начале 1990-х гг. в здании работал Отдел литературы на иностранных языках. |
|  | 10) Большеохтинский проспект, 8. Здание построено в 1969—1971 годах в рамках комплексного развития квартала между Свердловской набережной и Большеохтинским проспектом. Проект авторского коллектива мастерской № 4 Ленпроекта под руководством А. В. Васильева. С 1973 г. здесь располагалась Центральная музыкальная библиотека, вошедшая в конце 1970-х годов в состав библиотеки им. В. В. Маяковского на правах отдела. В сентябре 2019 года в здании открылась Библиотека «Охта-8», филиал ЦГПБ имени В. В. Маяковского. |
|  | 11) Гражданский проспект, 121. Жилой дом с помещениями общественного назначения. Построен в 1984 году по индивидуальному проекту специалистов института ЛенНИИпроект. С сентября 1984 года на двух этажах здания располагается юношеский отдел библиотеки («Молодежная библиотека на Гражданке»). |
|  | 12) Набережная реки Фонтанки, 46. Особняк графини Н. Ф. Карловой (известен и как дом Ф. Я. Дубянского). Построен в период 1743—1748 годов. Бережная перестройка с сохранением черт памятника русского барокко произведена архитектором В. Я. Лангвагеном после 1843 года. Перестройка 1895—1896 архитектора В. П. Стаценко. ЦГПБ имени В. В. Маяковского занимает здание с 1993 года. В 1994 году в здании разместилась подаренная потомками последнего владельца особняка герцога Г. Г. Мекленбург-Стрелицкого Мемориальная библиотека князя Г. В. Голицына, ныне включена в состав ЦГПБ имени В. В. Маяковского. |
|  | 13) Невский проспект, 20. Дом голландской реформатской церкви. Возведен по проекту архитектора П. П. Жако в 1831—1837 годах. В ходе централизации библиотек 1980-х годов в состав ЦГПБ им. В. В. Маяковского вошла размещавшаяся в здании Библиотека им. А. А. Блока. В 1997 году сюда переехал нотно-музыкальный фонд ЦГПБ им. В. В. Маяковского. Реорганизация филиала завершилась в 2004 году созданием Библиотечно-информационного культурного центра искусства и музыки (БИКЦИМ), который в 2021 году получил название Отдел литературы по искусству и музыке «Невский ART». В 2018 году сюда из помещений по наб. реки Фонтанки, 44, переведен центр петербурговедения. |
|  | 14) Литейный проспект, 49. Особняк А. М. Щербатовой, позднее — доходный дом, административное здание. Построен в 1845 году по проекту архитектора П. С. Садовникова, современный облик приобрел после реконструкции конца 1950-х годов. В 2019 г. в связи с реконструкцией здания по наб. реки Фонтанки, 44 здесь расположились читальные залы и отдел абонемента основного русского фонда, а также Управление библиографическими информационными службами. После завершения реконструкции здания на Фонтанке функционирует как фондохранилище. |
|  | 15) Московский проспект, 86. Жилой дом с помещениями общественного назначения. Построен в 1964—1965 годах по индивидуальному проекту архитектора М. Я. Климентова. С 1971 года в здании находился отдел Обменно-резервного фонда ЦГПБ имени В. В. Маяковского, а с 2015 года в доме работает филиал библиотеки Информационно-досуговый центр «М-86». |
|  | 16) Брантовская дорога, 3. Торгово-развлекательный центр «Охта-Молл». Построено в 2012—2016 годах по проекту бюро L Architects (Финляндия). С 2016 года в здании располагается Библиотека «Охта LAB», одна из площадок ЦГПБ им. В. В. Маяковского. |
|  | 17) Шепетовская улица, 14. Дом призрения бедных имени С. П. Елисеева. Здание построено в 1905—1907 годах, архитектор — И. П. Володихин. Также использовалось как больница и роддом. В настоящее время здесь находится временное фондохранилище библиотеки. |
|  | 18) Невский проспект, 48. Торговый дом «Пассаж». Возведен в 1846—1848 годах по проекту архитектора Р. А. Желязневича. Позднее неоднократно перестраивался. На втором этаже с 2019 года расположен отдел библиотеки «ПассажLib». |
|  | 19) 8-я линия В. О., 25. Особняк К. Задлера. Построен в первой четверти XIX века по проекту неизвестного автора. Позднее реконструировался архитекторами Л. Л. Бонштедтом и А. А. Риттером. С 2019 года в здании расположено общественное пространство «Линии». Одно из помещений с осени 2020 года занимает филиал — Библиотека «Линии» (до апреля 2022 года). |
|  | 20) 5-я линия В. О., 4. Дом М. С. Воронина. Трехэтажный каменный дом 1830—1840-х годов постройки в середине XIX века дополнен трехэтажным флигелем по Академическому переулку. Угловое здание по 5 линии дважды надстраивалось этажами (1880 год, арх. П. Ю. Сюзор; 1914 год), в 1981 году проведена перепланировка и небольшое изменение фасада. С 1860-х до революции дом принадлежал ботанику академику М. С. Воронину и потомкам. В 1871 году А. А. Черкесов на основе перевезенного из Москвы собрания книжного магазина и библиотеки для чтения К. К. Позерна открыл Невскую библиотеку (владел до января 1873 года). С основной библиотекой на Невском проспекте, 54, Невскую библиотеку связывало не только общность владельца и принципов ведения дела, но и взаимный книгообмен. |
|  | 21) Кожевенная линия В. О., 40Д. Здание заводоуправления АО «Соединительные кабельные заводы» («Сименс — Гальске»). Конец XIX в., гражданский инженер А. А. Ашемур, архитектор Е. Р. Бах и др. До 2021 года располагался завод Севкабель. С мая 2022 года одно из помещений открытого в 2018 году общественно-делового пространства «Севкабель Порт» занимает небольшой филиал библиотеки. |

## Направления работы
Формирование универсального общедоступного фонда. 
Основной фонд (1.780.000 единиц) представлен книгами (60 %), периодическими изданиями (32 %), нотами (4 %), электронными изданиями и др. видами. Литература на иностранных языках составляет 13 %. Организация фондов основана на разделении по языку, редкости, виду изданий (ноты, периодика, мультимедиа, виниловые и оптические диски), читательскому назначению (петербурговедение, искусство- и музыковедение, юношеский фонд, фонд лингафонного кабинета).
Подписные электронные ресурсы обеспечивают читателей доступом к более 1 млн книг и статей на разных языках в 30 коллекциях на разных онлайновых платформах, доступных, преимущественно, и вне стен библиотеки по личному читательскому паролю (услуга «Виртуальный читальный зал»).
Собственный и закупаемый фонд электронных документов представлен обновляемыми материалами справочно-правовых систем (несколько миллионов документов), собственной электронной библиотекой на основе своих и партнёрских изданий (свыше 7,5 тысяч единиц), материалами конференций и краеведческими изданиями на сайтах библиотеки.
Библиотека на правах центральной общедоступной библиотеки региона собирает фонд местных изданий, стабильное получение которых обеспечено законом «Об обязательном экземпляре документов Санкт-Петербурга…» (№ 690—165 от 21 дек. 2010 г.). Фонд Архива печати доступен по заказу через каталог, часть поступлений обязательного экземпляра передается в основной фонд.
Информационное обслуживание в реальном и виртуальном пространстве ведется по корпоративному стандарту:
- доступ к фонду через систему каталогов, услугу «Электронная доставка документов», услуги бронирования и межбиблиотечного абонемента в рамках общегородской единой системы библиотечного обслуживания через портал «Общедоступные библиотеки Санкт-Петербурга»[13];
- информирование об услугах, библиотечных ресурсах и мероприятиях («День налоговой грамотности», тематические дни защиты прав граждан (здоровье, жилье, образование и др.), праздники, конкурсы, публикации в СМИ, бюллетень «Библиотеки Петербурга. Не только книги», сайты библиотеки и аккаунты социальных сетей;
- справочное обслуживание в стенах библиотеки, чат «Онлайн-консультант», «Виртуальная справочная служба»[14], в социальных сетях[15];
- содействие информационной и компьютерной грамотности читателей.

Обеспечение интеллектуального досуга: читательские конкурсы (переводов «Читающий Петербург» в рамках проекта «Выбираем лучшего зарубежного писателя» и др.), фестивали («Маяковский-фест», «День Достоевского» и др.), выставки лучших книг о Санкт-Петербурге, лекции, встречи, семинары, клубы, викторины, акции раздачи списанной литературы и др. Накоплен успешный опыт проведения онлайн-мероприятий.
 Популяризация творчества В. В. Маяковского. 
Традиция связана с присвоением библиотеке имени поэта (1953): проводились читательские конференции и памятные вечера, готовились персональные книжные выставки, велась картотека цитат. Сегодня личность поэта — бренд Маяковки, символ революционности технологий, просветительской работы. Персона поэта используется в сувенирной и издательской продукции, ведется веб-портал «Маяковский на берегах Невы», проводятся читательские стихотворные конкурсы с публикацией сборников лучших работ.
125-летие поэта отмечено изданием оригинального календаря «Маяковский. Айсберг у берегов Невы, Стикса и иных океанов. СтоДваПЮВлаМ : 1893—2018», читательскими конкурсами и всероссийской конференцией «И образ проступает сквозь времени поток» (20 июля 2018 г.) с участием специалистов российских библиотек, носящих имя поэта.
 Методическая и организационная деятельность. 
Как городской методический центр общедоступных библиотек библиотека реализует распределенную систему методической работы. Каждое профильное подразделение библиотеки отвечает за свое направление работы в рамках библиотеки и городской сети библиотек (корпоративная каталогизация, информационное обслуживание, компьютеризация, методическая работа и др.). Координатором работы выступает Управление научно-организационной работы и сетевого взаимодействия.
Проводятся семинары, стажировки, конференции, консультирование, курсы повышения квалификации библиотечных работников (лицензия № 3003 от 25 мая 2017 года Комитета по образованию Правительства Санкт-Петербурга).
Основные задачи организационной и методической работы связаны со статусом ЦГПБ им. В. В. Маяковского как Головного центра Корпоративной сети общедоступных библиотек Санкт-Петербурга. Обеспечивается ведение портала «Общедоступные библиотеки Санкт-Петербурга» для реализации качественных общегородских услуг и доступа к сводному онлайновому каталогу на 15 млн изданий. Ведутся общегородские и всероссийские библиотечные и культурные проекты.
ЦГПБ им. В. В. Маяковского является штаб-квартирой Петербургского библиотечного общества (ПБО). Первым президентом ПБО информатиком и культурологом А. В. Соколовым были заложены демократические принципы представления интересов библиотек различной подчиненности перед общественными группами и органами власти. ПБО выступает партнёром в городских, общероссийских и международных культурных проектах. Директор библиотеки З. В. Чалова как президент ПБО внесла существенный вклад в публичное обсуждение перспектив реорганизации Российской национальной библиотеки в 2017—2018 гг.
 Конференции. 
Последние 20 лет библиотека становится организатором городских и общероссийских конференций. Ежегодные конференции по информационным ресурсам петербурговедения объединяют ведущих краеведов: историков, педагогов, архивистов, музейных специалистов, библиотекарей.
- Ежегодная (с 2005 г.) конференция «Электронные ресурсы библиотек, музеев, архивов» (с 2016 г. название «Информационное обслуживание в век электронных коммуникаций») привлекла свыше 2000 участников из более 50 городов России и зарубежья, рассмотрела свыше 500 докладов[20][21].
- Серия конференций по менеджменту качества библиотечной работы с 2007 г. и конференции по методической работе стали центром притяжения практиков, теоретиков и методистов ведущих библиотек, вузов, информационных центров страны.
- К 40-летию образования Ленинградской музыкальной библиотеки, вошедшей в состав ЦГПБ им. В. В. Маяковского и определившей для неё целое направление обслуживания читателя-специалиста, стала конференция «Музыкальные библиотеки Северо-Запада РФ в современной информационной среде» (29-30 мая 2013 г.).
- Роль компьютерных технологий в обеспечении эффективности библиотеки — профиль конференции «IT-Маяк» (2019, 2020 годы) и проводимой совместно с Национальной библиотечной ассоциацией «Библиотеки будущего» конференции «Буква и Цифра: библиотеки на пути к цифровизации („БиблиоПитер“)»[22]. (2020, 2021).
- Проблемное рассмотрение истории петербургских библиотек для обновления методик и форм современной работы проводится в рамках «Черкесовских чтений» (2018, 2021, 2023), носящих имя основателя ЦГПБ им. В. В. Маяковского.
- Конференции Центра деловой и социально-правовой информации библиотеки посвящены практике правового информирования и информационного обслуживания разных категорий пользователей.
- Международное сотрудничество библиотеки связано с участием в конференциях и проектах Международной федерации библиотечных ассоциаций и учреждений (ИФЛА), налаживанием партнёрских отношений с зарубежными библиотеками, привлечением к проектам Отдела литературы на иностранных языках (международный проект «Читающий Петербург. Выбираем лучшего зарубежного писателя» и др.) иностранных специалистов, литераторов, ученых, дипломатов. Ярким событием стала встреча с американской космонавткой Анной Ли Фишер 15 февраля 2020 года в Библиотеке «Охта-8»[23]. В 2020 году в здании бывшей Голландской церкви, где ныне размещен Отдел литературы по искусству и музыке «Невский ART» (Невский пр., 20), был привезен и открыт уникальный орган мастера Марта Вермейлена (1910), специально выкупленный голландским обществом «Друзья Санкт-Петербурга»[24].

 Партнёрство с ассоциациями, учреждениями культуры и образования. 
Библиотека является членом Российской библиотечной ассоциации, принимает участие в работе её Секции публичных библиотек и Секции «Библиотечные общества и ассоциации». Библиотека сотрудничает с Национальной библиотечной ассоциацией «Библиотеки будущего». Является региональным представителем в Санкт-Петербурге Международной ассоциации пользователей и разработчиков электронных библиотек и новых информационных технологий (ЭБНИТ), распространителем САБ ИРБИС.
Библиотека активно сотрудничает с различными организациями и профильными органами власти: в 2017 году подписано соглашение о сотрудничестве с Архивным комитетом Санкт-Петербурга, в рамках Петербургского культурного форума в 2019 году подписано соглашение с Государственным Русским музеем и др.
Издательская деятельность:
важное вспомогательное направление, обеспечивающее эффективность реализации рекламной работы, просветительской деятельности и проведения культурных, научных и организационных мероприятий, подготовку всех ключевых изданий библиотеки (см. список «Издания библиотеки»).
Автоматизация библиотечных процессов
направлена на повышение эффективности библиотечной работы и качество обслуживания читателей в стенах библиотеки и онлайн. Ранняя компьютеризация библиотеки (1992 г.) позволила сохранить лидирующее положение среди общедоступных библиотек Санкт-Петербурга и предложить свой электронный каталог, базы данных, фонд оцифрованных книг в качестве основы для общегородских проектов.
Одной из первых в России библиотека приступила к созданию электронного каталога (1993), базы статей с комплексом авторитетных файлов (1994), сайта. Одна из первых в стране библиотека обеспечила свободный читательский доступ к каталогам и базам данных (на базе Системы автоматизации библиотек ИРБИС) в своих стенах (2001) и онлайн (середина 2000-х).
В работе библиотеки используются и бесплатные онлайновые сервисы для проведения мероприятий, размещения материалов (канал «Маяковка» на YouTube), проведения опросов, организации командной работы. Библиотека имеет официальные страницы в социальных сетях («ВКонтакте», «Инстаграм», «Фейсбук»).

## Структура библиотеки

### Отдел комплектования (наб. р. Фонтанки, д. 46)
Занимается комплектованием фондов, мониторингом издательского рынка. Осуществляет электронный учёт и распределение между отделами библиотеки поступивших документов. Ведет работу с обязательным экземпляром документов Санкт-Петербурга.

### Управление корпоративными информационно-библиотечными ресурсами (наб. р. Фонтанки, д. 46)
Занимается ведением электронных и традиционных каталогов ЦГПБ им. В. В. Маяковского. Координирует работу по ведению электронных ресурсов Корпоративной сети общедоступных библиотек Санкт-Петербурга, в том числе Корпоративного электронного каталога. Оказывает методическую помощь библиотекам по вопросам каталогизации и научной обработки документов. Участвует в проекте национального информационно-библиотечного центра ЛИБНЕТ «Система корпоративной каталогизации».

### Управление научно-организационной работы и сетевого взаимодействия (наб. р. Фонтанки, д. 46)
Управление занимается изучением и внедрением в практику работы общедоступных библиотек Санкт-Петербурга передового опыта в области библиотечного дела, организует и проводит профессиональные мероприятия общегородского, межрегионального и международного уровня, разрабатывает общегородские программы, проекты, акции и конкурсы, направленные на поддержку и развитие чтения, продвижение библиотек. Управление координирует взаимодействие в рамках Корпоративной сети общедоступных библиотек Санкт-Петербурга и ведёт работу как Центр дополнительного профессионального образования. Обеспечивает работу Издательского центра библиотеки.

### Отдел корпоративных компьютерных технологий (наб. р. Фонтанки, д. 46)
Занимается внедрением новых информационных систем и средств автоматизации библиотечных процессов, обеспечивает работоспособность технических и программных средств, продвижение и распространение новых библиотечно-информационных систем на уровне города.

### Управление культурной деятельностью (наб. р. Фонтанки, д. 46)
Управление курирует и организует культурно-досуговые, просветительские мероприятия библиотеки, оказывает методическую поддержку специалистам структурных подразделений ЦГПБ им. В. В. Маяковского и общедоступных библиотек Санкт-Петербурга по организации мероприятий.

### Сектор по связям с общественностью (наб. р. Фонтанки, д. 46)
Курирует и организует представление деятельности, мероприятий библиотеки в средствах массовой информации, а также цифровой среде.

### Управление библиографическими информационными службами (наб. р. Фонтанки, д. 44, Литейный пр., д. 49)
Занимается организацией информационно-библиографического обслуживания во всех подразделениях библиотеки. Ведет справочно-библиографическое и консультационное обслуживание пользователей, в том числе удаленных; участвует в формировании и актуализации комплекса информационных ресурсов библиотеки. Ведет администрирование служб электронной доставки документов, виртуального читального зала, виртуальной справки. Осуществляет методическую поддержку специалистов общедоступных библиотек города, организует профессиональное обучение по своему направлению. Проводит конференции и семинары городского и общероссийского масштаба.

### Отдел абонемента основного русского фонда (наб. р. Фонтанки, д. 44, Литейный пр., д. 49)
Осуществляет основное библиотечно-информационное обслуживание читателей и организацию фонда открытого доступа к изданиям последних лет. Литература выдается на 30 дней с возможностью продления. Предоставляет возможность заказа и доставки книг из других отделов библиотеки. На отсутствующее в данный момент издание можно оставить заявку. Для определённых категорий пользователей работает социальный абонемент с услугой доставки книг на дом. Ведет культурно-просветительскую работу.

### Отдел читальных залов основного русского фонда (наб. р. Фонтанки, д. 44)
Располагает фондом более 80 000 экземпляров книг, в том числе, изданных в России до 1945 года — уникальные издания с автографами литераторов, малотиражные, малоформатные, репринтные издания, книги блокадного Ленинграда, справочные издания. Фонд периодических изданий включает более 600 названий журналов и более 50 наименований газет.

### Информационно-досуговый центр М-86 (Московский пр., д. 86)
Располагает фондом новейшей художественной, научно-популярной, деловой и детской литературы. Помимо традиционных библиотечных услуг, предоставляет широкий спектр сервисных и специализированных услуг, таких как работа с видео, фото и графикой (Final Cut Pro X, Photoshop, Illustrator, InDesign, After Effects и др.). Предоставляет услуги профессиональной студии звукозаписи, располагает бесплатной зоной коворкинга, имеет информационно-туристический центр и детскую площадку, на его базе располагается единственный в Санкт-Петербурге военно-исторический клуб «Варгеймы».

### Отдел по работе с юношеством (Гражданский пр., д. 121/100)
Ориентирован на библиотечное обслуживание молодежи и молодых родителей. Фонд включает классическую и современную литературу на разные темы. В отделе работают несколько тематических и разговорных клубов.

### Семейная библиотека Охта-Lib (Брантовская дорога, 3, ТРЦ «Охта Молл»)
Первая в Санкт-Петербурге библиотека в торгово-развлекательном центре. Основу фонда составляют новинки: бестселлеры, лауреаты премий и журналы за последний год.

### Интеллект-центр «Охта-8» (Большеохтинский пр., д. 8)
Главное направление работы «Охта-8» — продвижение и популяризация науки. Лекции авторитетных спикеров дополняют возможности высоких технологий (виртуальная реальность, 3D-принтеры). Этому направлению отвечает разнообразный научный и научно-популярный фонд. На первом этаже расположена художественная литература, детские и подростковые книги, комиксы и подборка изданий на редких языках. На втором этаже расположен нон-фикшн (психология, искусство, история, языкознание, путеводители).

### Отдел литературы на иностранных языках (наб. р. Фонтанки, д. 46)
Собирает литературу по различным отраслям знаний и художественные произведения более чем на 100 языках и диалектах мира как для работы дома, так и в читальных залах отдела. Работает 19 разговорных клубов для читателей на европейских и восточных языках, проводится множество мероприятий, посвященных культуре зарубежных стран. В составе отдела находится Мемориальная библиотека князя Г. В. Голицына, открытая английским благотворительным фондом «Голицын — Петербургу». В её собрании представлены книги по русской истории, культуре, литературе на английском языке (Rossica), издания, посвященные российско-британским отношениям, истории Петербурга, русской эмиграции.

### Отдел литературы по искусству и музыке «Невский ART» (Невский пр., д. 20)
Представлена литература по всем направлениям и жанрам искусства, от первобытного до современного. В медиатеке собрана богатая коллекция отечественной и зарубежной классической музыки (опера, балет, духовная, симфоническая, камерная музыка), поп- и рок-музыки, авторской песни. Богатый нотный фонд включает собрания сочинений русских и зарубежных композиторов, фольклорную, вокальную и инструментальную музыку, партитуры и клавиры сценической и вокально-симфонической музыки.

### Отдел петербурговедения (Невский пр., д. 20)
Предоставляет свободный доступ к источникам информации о Петербурге. В специализированном собрании около 9 тысяч книг. Отдел формирует электронную библиотеку «Петербургиана», ведет информационную работу с помощью портала «Мир Петербурга».

### Центр деловой и социально-правовой информации (наб. р. Фонтанки, д. 46)
Предлагает информационные и сервисные услуги гражданам, которым необходима деловая, нормативная, правовая, социально значимая информация. Посетители могут самостоятельно поработать с книгами, журналами, дайджестами публикаций, ресурсами Интернета и справочными правовыми системами: «Законодательство России», «КонсультантПлюс», «Кодекс», «Гарант». Центр организует различные просветительские мероприятия: семинары, лекции, консультационные выставки цикла «Знай свои права». Для всех категорий граждан в Центре проводятся бесплатные юридические консультации; для старшего поколения работает Школа компьютерной грамотности.

### ПассажLib (Невский пр., д. 48, Торговый Дом «Пассаж»)
Минимальный набор основных библиотечно-информационных услуг в удобной близости от модных магазинов и общественных пространств: запись в библиотеку, получение паролей доступа к подписным электронным ресурсам, получение и возврат книг из любого отдела Библиотеки им. В. В. Маяковского. В Литературной гостиной подобран небольшой фонд, где представлены новинки, книги по истории города, искусству, а также русская и зарубежная художественная литература.

### Библиотека Линии (8-я линия Васильевского острова, д. 25, Общественное пространство «Линии», 4 этаж)
Несколько тысяч книг по архитектуре, городскому планированию и дизайну, детские издания. В Линиях можно заказать издания из любого отдела библиотеки: доставка книг осуществляется дважды в неделю. Проводятся лекции, публичные дискуссии и выставки в рамках проекта «Феномен города», встречи с известными блогерами, коучами и городскими активистами в рамках проекта «Разумные вещи». Эти встречи помогают жителям современного мегаполиса сориентироваться в таких темах, как разумное потребление, экологичный образ жизни, планирование финансов и времени.
В апреле 2022 г. отдел был закрыт и месяцем позже начал работу по новому адресу в общественно-деловом пространстве "Севкабель Порт".

### Библиотека в общественно-деловом пространстве "Севкабель Порт" (Кожевенная линия Васильевского острова, д. 40Д, 3 этаж)
Преемница библиотеки "Линии". Открылась для посетителей в мае 2022 года.

## Издания библиотеки

### Указатели литературы, справочники, труды по истории
- Актуальные вопросы информационно-библиографической работы публичных библиотек : производственно-практическое пособие. — СПб. : Политехника-сервис, 2014. — 189 с. : ил.
- Биография Петербурга. История города в путеводителях : [каталог]. — СПб. : Политехника-принт, 2015. — 127, [1] c. : цв. ил., ил. — (Анциферовская библиотека; вып. 1). — Указ. путеводителей: с. 83-103. — Указ. имен: с. 103—127.
- Город над вольной Невой : музыкальные произведения о Петербурге, Петрограде, Ленинграде : библиографический указатель. — 2-е изд., перераб. и доп. — СПб. : ЦГПБ им. В. В. Маяковского, 2019. — 221, [1] с.
- Городская скульптура Санкт-Петербурга на рубеже веков : справочные материалы, библиография, фотографии. — 2-е изд., испр. и доп. — СПб. : ЦГПБ им. В. В. Маяковского, 2008. — 1 электрон. опт. диск (CD-ROM) : зв., цв.; 12 см. Загл. с этикетки диска.
- Дарственные автографы писателей и ученых на книгах из личной библиотеки Ольги Дмитриевны Форш : каталог коллекции. — СПб. : Политехника-сервис, 2015. — 83 с. : факс.
- Дарственные автографы на книгах из личной библиотеки Ольги Дмитриевны Форш : каталог коллекции. — 3-е изд., испр. и доп. — СПб. : Центральная городская публичная библиотека им. В. В. Маяковского, 2023. — 176 с. : 278 цв. ил.
- Дом на Фонтанке : [сборник статей по истории зданий ЦГПБ им. В. Маяковского]. — СПб. : Северная звезда, 2013. — 102 с. : ил., портр., факс.
- Дома. Люди. Книги : из истории зданий Центральной городской публичной библиотеки им. В. В. Маяковского, их создателей и обитателей : сборник статей / ЦГПБ им. В. В. Маяковского ; редакторы-составители: М. Е. Кисарова, Л. Г. Нижанковская ; указатель имен: Е. И. Шубина, А. В. Савельева ; ответственный редактор Е. В. Ходова. — СПб.  : Центральная городская публичная библиотека им. В. В. Маяковского, 2024. — 480 с. : 253 цв. ил.
- Ежегодник книги Санкт-Петербурга : указатель изданий обязательного экземпляра документов Санкт-Петербурга… / Ком. по культуре Санкт-Петербурга, Центр. гор. публ. б-ка им. В. В. Маяковского. — СПб. : Центральная городская публичная библиотека им. В. В. Маяковского, 2013- .
  - … за 2015 год. — 2016. — 463 с.
  - … за 2016 год. — 2017. — 428 с.
  - … за 2017 год . — 2018. — 438 с.
  - … за 2018 год. — 2019. — 469 с.
  - … за 2019 год. — 2020. — 404 с.
  - ... за 2020 год. — 2021. — 488 с.
  - ... за 2021 год. — 2022. — 572 с.
  - ... за 2022 год. — 2023. — 578 с.
- Знай свои права! Государственные и общественные организации Санкт-Петербурга: услуги и консультации : [справочное издание]. — СПб. : ЦГПБ им. В. В. Маяковского, 2014. — 24 с.
  - … 2015. — 28 с.
  - … 2017. — 32 с.
  - … 2018. — 36 с.
  - … 2019. — 36 с.
- Ильина, Александра Александровна. История библиотеки Черкесова. — СПб. : ЦГУБ им. В. В. Маяковского, 1995. — 85 с.
- Компьютер — старшему поколению: учебно-методические материалы Школы компьютерной грамотности ЦГПБ им. В. В. Маяковского. — СПб. : ЦГПБ им. В. В. Маяковского, 2010. — 1 электрон. опт. диск (CD-ROM).
- «Малые» музеи Санкт-Петербурга / [сост. О. Н. Косогор и др. ; отв. ред. А. И. Станишевская]. — СПб. : Борей Арт, 2005. — Вып. 1. — 273 с.
- Маяковский : Айсберг у берегов Невы, Стикса и иных океанов : СТОДВАПЮВЛАМ : [календарь в 382 файлах / Центральная городская публичная библиотека им. В. В. Маяковского; идея и сост.: Сергей Ходов; отв. за вып.: Е. Ахти]. — СПб. : ЦГПБ им. В. В. Маяковского, 2017. — 424 с. : ил., цв. ил., портр., факс.
- Мы знаем силу книг! : [путеводитель по ЦГПБ им. В. В. Маяковского] / Центральная городская публичная библиотека им. В. В. Маяковского; [сост.: Е. Г. Ахти, А. В. Харьков]. — СПб., 2015. — 59, [1] с. : ил.
- Обеспечение качества информационно-библиотечного обслуживания : пособие для руководителей библиотек / Российская библиотечная ассоциация [и др.]; сост.: Кузнецова Т. В., Ахти Е. Г., Сухарева М. Н., Прозоров И. Е., Чувильская О. А., Масалкова Н. А., Самохина Н. В., Куликова Л. В. — Санкт-Петербург : Изд-во РНБ, 2013. — 174 с.
- Очерки по истории Центральной городской публичной библиотеки им. В. В. Маяковского / Центральная городская публичная библиотека им. В. В. Маяковского. — СПб. : ЦГПБ им. В. В. Маяковского, 2008 — .
  - Вып. 1 / [сост.: Т. В. Кузнецова, И. А. Захарова; библиогр. ред. И. Е. Прозоров]. — 2008. — 159 с. : портр. ; [12] л. ил.
  - Вып. 2, ч. 1 / [отв. за вып. З. А. Рудая; сост. С. С. Бушина и др.]. — СПб. : Президентская библиотека имени Б. Н. Ельцина, 2013. — 110, [1] с. : ил.
  - Вып. 2, ч. 2 / [отв. за вып. З. А. Рудая; сост.: С. С. Бушина и др.]. — 2014. — 145 с. : ил.
  - Вып. 3 / [гл. ред. З. А. Рудая; сост.: С. С. Бушина и др. ; вступ. ст.: З. В. Чалова]. — 2018. — 191, [1] с. : ил., портр., факс.
- Сказка и музыка : библиографический указатель. — СПб. : Политехника-сервис, 2013. — 159 с.
- Улицы и здания Санкт-Петербурга на страницах периодической печати : из собрания Центральной городской публичной библиотеки им. В. В. Маяковского. — СПб. : ЦГПБ им. В. В. Маяковского : «Альт-Софт» Информационные и коммуникационные технологии, [200-]. — 1 электрон. опт. диск (DVD) : цв.; 12 см. Загл. с этикетки диска.
- Уханева, Александра Анатольевна. Камерно-вокальные произведения русских композиторов XVII—XXI веков : библиографические материалы : [справочник] : в 2 т. — СПб. : Политехника-сервис. — 2015 ; 2-е изд. испр. — СПб. : ЦГПБ им. В. В. Маяковского, 2019.
- «Фонтанка», 2007—2016 : культурно-исторический альманах : [избранное / отв. ред. З. А. Рудая и др.]. — СПб. : ЦГПБ им. В. В. Маяковского, 2017. — 446 с. : ил.
- Фонтанка : культурно-исторический альманах / Центральная городская публичная библиотека им. В. В. Маяковского. — СПб. : ЦГПБ им. В. В. Маяковского, 2007— .

### Материалы конференций
Музыкальные библиотеки Северо-Запада РФ в современной информационной среде : материалы региональной научно-практической конференции, 29-30 мая 2013 г. — Санкт-Петербург, 2013. — 121 с.

#### Краеведческие чтения
- Грани города: библиотеки к 300-летию С.-Петербурга : материалы краеведческих чтений 10 сентября 2003 года. — СПб., 2003. — 48 с.
- Из истории петербургских библиотек : IV краеведческие чтения — 2004, [7 окт. 2004 г.] : материалы чтений. — СПб., 2004. — 50 с.
- Грани города: библиотеки Ленинграда военной поры : V краеведческие чтения — 2005 : материалы чтений, [20 октября 2005 года]. — Санкт-Петербург, 2005. — 51 с.
- Краеведческая работа в библиотеке: пути взаимодействия с местным сообществом : материалы краеведческий чтений (VI ; 24 октября 2006 г. ; Санкт-Петербург). — СПб. : ЦГПБ им. В. В. Маяковского, 2006. — 51 с.
- Библиотечное краеведение в современной социокультурной ситуации : VII краеведческие чтения — 2007 : материалы чтений. — СПб. : ЦГПБ им. В. В. Маяковского, 2007. — 115 с.
- Исследовательская работа по краеведению в библиотеках : VIII краеведческие чтения — 2009 , 25 марта 2009 года : материалы чтений. — СПб., 2009. — 79 с.
- Научно-практическая конференция по информационным ресурсам петербурговедения
- Краеведческие ресурсы в информационном пространстве Санкт-Петербурга : материалы научно-практической конференции, 28—30 октября 2003 года. — СПб., 2003. — 106 с.
- Петербургские судьбы. Личные истории жителей города в библиотеках, архивах и музеях [Электронный ресурс] : 2-я конференция по информационным ресурсам петербурговедения, Санкт-Петербург, 14—15 декабря 2005 г. — СПб. : Skazy, 2005. — 1 эл. опт. диск (CD-ROM)
- Многонациональный Петербург : материалы 3-й конференции по информационным ресурсам петербурговедения, 1 марта 2007 года. — СПб., 2007. — 61 с.
- Личные собрания в фондах библиотек, архивов, музеев : материалы 4-й конференции по информационным ресурсам петербурговедения, 16 апреля 2008 года. — СПб. : Сударыня, 2008. — 100 с.
- Собрания карт Санкт-Петербурга в библиотеках, архивах и музеях : материалы 5-й конференции по информационным ресурсам петербурговедения, 10 марта 2010 года. — СПб. : Северная звезда, 2010. — 158 с. : ил., карты, факс.
- Изобразительные материалы в фондах библиотек, архивов, музеев : 6-я научно-практическая конференция по информационным ресурсам петербурговедения, 14 марта 2012 г., Санкт-Петербург. — СПб. : Северная звезда, 2012. — 101 с. : ил., портр., факс.
- Источники по биографике и генеалогии в фондах библиотек, архивов и музеев : материалы 7-й научно-практической конференции по информационным ресурсам петербурговедения, 12 марта 2014 г. — СПб., 2014. — 94 с. : ил., портр.
- Библиотечное краеведение в мегаполисе : материалы Межрегионального научно-практического семинара (Санкт-Петербург, 10—12 сентября 2014 г.) / Центральная городская публичная библиотека им. В. В. Маяковского, Российская национальная библиотека. — СПб., 2015. — 222 с.
- Поступление личных собраний в библиотеки, архивы, музеи; их использование в государственных хранилищах : (памяти коллекционера Н. П. Шмитта-Фогелевича) : материалы 8-й научно-практической конференции по информационным ресурсам петербурговедения, 17 марта 2015 года. — СПб. : ЦГПБ им. В. В. Маяковского, 2015. — 111 с. : ил., портр.
- Градозащитная деятельность: участники и источники : материалы 9-й научно-практической конференции по информационным ресурсам. — СПб. : ЦГПБ им. В. В. Маяковского, 2016. — 95 с.
- Научный потенциал краеведческих конференций : материалы 10-й научно-практической конференции по информационным ресурсам петербурговедения, 15 марта 2017 г. — СПб. : ЦГПБ им. В. В. Маяковского, 2017. — 131 с.
- Хранители памяти : история, традиции и значение библиотек, архивов и музеев в изучении истории и культуры Петербурга : материалы XI конфренции по информационным ресурсам петербурговедения : Черкесовские чтения : к 150-летию Центральной городской публичной библиотеки им. В. В. Маяковского, Санкт-Петербург, 14 марта 2018 года. — СПб. : ЦГПБ им. В. В. Маяковского, 2018. — 188 с. : ил., портр., факс.

#### Информационное обслуживание в век электронных коммуникаций («Электронные ресурсы библиотек, музеев, архивов», с 2005 года семинар, с 2011 г. конференция)
- Лингвистическое обеспечение информационных ресурсов библиотек, музеев, архивов и других учреждений культуры : материалы 4 научно-практического семинара «Электронные ресурсы библиотек», 30-31 октября 2008 г. — СПб. : Сударыня, 2008. — 219 с. : табл.
- Качество электронных ресурсов библиотек, музеев, архивов : материалы V научно-практического семинара «Электронные ресурсы библиотек, музеев, архивов», 29 октября 2009 г., Санкт-Петербург. — СПб. : Сударыня, 2009. — 217 с. : ил.
- Библиотечные, музейные, архивные учреждения в век электронных коллекций и библиотек : материалы VI научно-практического семинара «Электронные ресурсы библиотек, музеев, архивов», 28-29 октября 2010 г., Санкт-Петербург — СПб. : Северная Звезда, 2010. — 213 с.
- Доступность электронных ресурсов библиотек, музеев, архивов как актуальная проблема развития информационного общества: материалы VII российской научно-практической конференции «Электронные ресурсы библиотек, музеев, архивов», 31 октября — 2 ноября 2011 г., Санкт-Петербург. — СПб. : Политехника-сервис, 2011.
- Межведомственное и межпрофессиональное взаимодействие в области создания и использования электронных ресурсов : материалы VIII всероссийской научно-практической конференции «Электронные ресурсы библиотек, музеев, архивов», 9-10 ноября, 2012 г., Санкт-Петербург. — СПб. : Политехника-сервис, 2012. — 219 с. : ил.
- Качество электронных ресурсов и сервисов библиотек, музеев, архивов как фактор эффективного взаимодействия с пользователями : материалы IX всероссийской научно-практической конференции «Электронные ресурсы библиотек, музеев, архивов», 31 октября — 1 ноября, 2013 г., Санкт-Петербург. — СПб. : Политехника-сервис, 2013. — 259 с. : ил., табл.
- Информационные ресурсы — футурологический аспект: планы, прогнозы, перспективы : материалы X всероссийской научно-практической конференции «Электронные ресурсы библиотек, музеев, архивов», 30-31 октября 2014 г., Санкт-Петербург / [ред.-сост.: Прозоров Иван Евгеньевич, библиограф, к.п.н.]. — СПб. : ЦГПБ им. В. В. Маяковского, 2014. — 280 с. : ил.
- Электронные ресурсы библиотек, музеев, архивов : (избранные труды всероссийской научно-практической конференции: 2005—2014 гг.). — СПб. : Политехника-сервис, 2014. — 412 с. : ил.
- Информационное обслуживание в век электронных коммуникаций : XI всероссийская научно-практическая конференция «Электронные ресурсы библиотек, музеев, архивов», 2-3 ноября 2016 года, Санкт-Петербург : сборник материалов. — СПб. : ЦГПБ им. В. В. Маяковского, 2016. — 395 с.
- Информационное обслуживание в век электронных коммуникаций — 2017 : XII Всероссийская научно-практическая конференция «Электронные ресурсы библиотек, музеев, архивов», 2-3 ноября 2017 года, Санкт-Петербург : сборник материалов. — СПб. : ЦГПБ им. В. В. Маяковского, 2017. — 191 с.
- Информационное обслуживание в век электронных коммуникаций — 2018 : XIII Всероссийская научно-практическая конференция «Электронные ресурсы библиотек, музеев, архивов», 1-2 ноября 2018 года, Санкт-Петербург : сборник. — СПб. : ЦГПБ им. В. В. Маяковского, 2018. — 429, [2] с. https://pl.spb.ru/upload/iblock/88a/88a06b34838f72c73dfd6b7e8b7a06bd.pdf
- Клиентоориентированный подход в информационном обслуживании: XIV Всероссийская научно-практическая конференция «Электронные ресурсы библиотек, музеев, архивов» — «Информационное обслуживание в век электронных коммуникаций», 30 октября — 1 ноября 2019 года, Санкт-Петербург : сборник материалов — СПб. : Издательство ЦГПБ им. В. В. Маяковского, 2019. — 278 с. https://pl.spb.ru/upload/docs/pdf/Sbornik.pdf
- Дистанционный доступ к услугам и ресурсам библиотек, музеев, архивов : XV Всероссийская научно-практическая конференция «Информационное обслуживание в век электронных коммуникаций», 30 октября 2020, Санкт-Петербург : сборник материалов — СПб. : ЦГПБ им. В. В. Маяковского, 2020. — 191 с. https://pl.spb.ru/upload/docs/conference/id/31103/2910/Distanc_Mayakovka2020.pdf
- Онлайновые качества офлайновых учреждений: практики дистанционного доступа к ресурсам и сервисам библиотек, музеев, архивов : материалы XVI Всероссийской научно-практической конференции «Информационное обслуживание в век электронных коммуникаций», 2–3 ноября 2021 г., Санкт-Петербург : сборник материалов. — Санкт-Петербург : ЦГПБ им. В. В. Маяковского, 2021 — 184 с. https://pl.spb.ru/conferences/Inf_obsl_konf2021.pdf
- Эффективная работа библиотек, музеев, архивов в электронной среде : материалы XVII Всероссийской научно-практической конференции «Информационное обслуживание в век электронных коммуникаций», 2–3 ноября 2022 г., Санкт-Петербург : сборник материалов. — Санкт-Петербург : ЦГПБ им. В. В. Маяковского, 2022. — 212 с. https://pl.spb.ru/conferences/conf021122/sbornik.pdf
- Библиотеки, музеи и архивы на пути к единому информационному пространству. XVIII Всероссийская научно-практическая конференция «Информационное обслуживание в век электронных коммуникаций», 2–3 ноября 2023 г., Санкт-Петербург https://pl.spb.ru/conferences/conf021123/sbornik.pdf

#### Менеджмент качества и деятельность библиотек
- Менеджмент качества — путь к успешной библиотеке : Всероссийская научно-практическая конференция, 23 ноября 2007 года / Центральная городская публичная библиотека им. В. В. Маяковского. — СПб., 2007. — Электрон. опт. диск (CD) : ил. — Загл. с этикетки диска.
- Менеджмент качества и деятельность библиотек : материалы Международной II научно-практической конференции, Санкт-Петербург, 28—29 октября 2009 г. / Ком. по культуре Санкт-Петербурга [и др.]. — СПб., 2009. — 164 с. : ил.
- Менеджмент качества в публичных библиотеках в условиях федерального закона от 8 мая 2010 г. № 83-ФЗ : материалы III Всероссийской научно-практической конференции, Санкт-Петербург, 5 дек. 2011 г. / Центральная городская публичная библиотека им. В. В. Маяковского. — СПб., 2011. — 115 с.
- Стандарты качества государственных работ (услуг) в библиотеках : материалы IV Всероссийской научно-практической конференции, Санкт-Петербург, 2 декабря 2013 г. / Комитет по культуре Санкт-Петербурга, Центральная городская публичная библиотека им. В. В. Маяковского; [сост. Т. В. Король]. — СПб. : ЦГПБ им. В. В. Маяковского, 2013. — 143 с. : ил.
- Менеджмент качества в библиотеках : технологическая среда библиотеки как фактор повышения качества и эффективности библиотечного обслуживания : материалы VI Всероссийской научно-практической конференции (Санкт-Петербург, 15—16 ноября 2017 года) / Ком. по культуре Санкт-Петербурга, Центральная городская публичная библиотека им. В. В. Маяковского; [сост.: Н. В. Чудашкина]. — СПб. : ЦГПБ им. В. В. Маяковского, 2017. — 174, [1] с https://pl.spb.ru/upload/iblock/d50/d505617e3fb3c7df2e2191654c15073f.pdf
- Менеджмент качества в библиотеках. Контроль качества как основа эффективной системы менеджмента качества в современной библиотеке : материалы VII Всероссийской научно-практической конференции (Санкт-Петербург, 13 ноября 2019 года). — СПб. : Издательство ЦГПБ им. В. В. Маяковского, 2019.

#### Методическая служба современной публичной библиотеки
- Методическая служба современной публичной библиотеки: от теории к практике : материалы Всероссийской научно-практической конференции, 27—28 ноября 2014 г. / Центральная городская публичная библиотека им. В. В. Маяковского. — СПб. : ЦГПБ им. В. В. Маяковского, 2014. — 191 с. : ил.
- Вызовы 2020: возможности и успешные практики библиотек : IV Всероссийская научно-практическая конференция «Методическая служба современной публичной библиотеки», 12 ноября 2020 г., Санкт-Петербург / Центральная городская публичная библиотека им. В. В. Маяковского; редактор, составитель Ж. Н. Малахова. — СПб. : ЦГПБ им. В. В. Маяковского , 2020 . — 162 с.

### Материалы конкурсов читателей
- А у нас в библиотеке… : [конкурс историй] : избранные работы участников конкурса. — СПб. : ЦГПБ им. В. В. Маяковского, 2016. — 142 с. : ил., портр.
- Вкус чтения : избранные работы участников конкурса. — СПб. : ЦГПБ им. В. В. Маяковского, 2016. — 196 с. : ил., портр.
- Гражданин Гражданки : сборник работ участников поэтического конкурса. — СПб, 2006. — 98, [10] с. : ил., портр.
- Большой сборник Чемпионата поэзии имени В. В. Маяковского, 2016 : [сборник стихов / сост.: Игорь Хамитов, Наталья Каш; ред.: М. Ф. Урусова, М. А. Пассет]. — СПб. : ЦГПБ им. В. В. Маяковского, 2016. — 204 с. : портр.
- Большой сборник Чемпионата поэзии имени В. В. Маяковского, 2017 / [Центр. гор. публ. б-ка им. В. В. Маяковского; сост.: Игорь Хамитов, Наталья Каш; ред.: М. Ф. Урусова]. — СПб. : Издательство ЦГПБ им. В. В. Маяковского, 2018. — 247 с. : портр.
- Мой любимый Читатель, 2016 : работы участников конкурса. — СПб. : ЦГПБ им. В. В. Маяковского, 2016. — 154 с. : ил., портр.
- Прочтение с почтением : литературный конкурс : [работы участников : сборник. — СПб. : Издательство ЦГПБ им. В. В. Маяковского, 2018. — 147 с. : ил.
- Я рассказываю сказку : материалы конкурса / [сост.: Е. Г. Ахти и др. ; гл. ред.: Е. Г. Ахти]. — СПб. : ЦГПБ им. В. В. Маяковского, 2015. — 343 с. : ил., портр.

## Награды
- Почётный диплом Законодательного Собрания Санкт-Петербурга (23 января 2008 года) — за выдающийся вклад в развитие культуры и образования в Санкт-Петербурге, в развитие библиотечного дела и в связи с 140-летием со дня основания[26].
- Почётный диплом Законодательного Собрания Санкт-Петербурга (4 апреля 2018 года) — за значительный вклад в развитие культуры, образования и библиотечного дела в Санкт-Петербурге, а также в связи со 150-летием со дня основания[27].